# Buryobe
Buryobe är ett vattendrag i Burundi.   Det ligger i provinsen Karuzi, i den norra delen av landet, 110 kilometer öster om huvudstaden Bujumbura.
Omgivningarna runt Buryobe är en mosaik av jordbruksmark och naturlig växtlighet. Runt Buryobe är det ganska tätbefolkat, med 230 invånare per kvadratkilometer.